# نیروی دریایی ایران افشاری
ایران در دوره دودمان افشاری دارای نیروی دریایی بود که در سال ۱۷۳۴ توسط نادرشاه احیا شد و تا چندپارگی شاهنشاهی افشاری به مدت بیش از یک دهه به فعالیت پرداخت.
این نیرو در دریای خزر نیز فعالیت می‌کرد که توسط امپراتوری روسیه به عنوان تهدید شناخته می‌شد. ناوگان جنوبی که ستاد آن در بوشهر بود، در خلیج فارس و دریای عمان حضور داشت و با امپراتوری‌های دریایی شبه‌جزیره عربستان همچون سلطان‌نشین عمان و امامت عمان، دزدان دریایی کرانه‌های جنوب خلیج فارس و همچنین شورشیان محلی مقابله کرد. این نیرو گاه با نیروهای دریایی هلند و بریتانیا همکاری داشت.